# Ruta 760 (Costa Rica)
La Ruta 760, oficialmente Ruta Nacional Terciaria 760, es una ruta nacional de Costa Rica ubicada en la provincia de Alajuela.

## Descripción
En la provincia de Alajuela, la ruta atraviesa el cantón de Los Chiles (el distrito de Los Chiles).